# 1804
1804 (MDCCCIV) byl rok, který dle gregoriánského kalendáře započal nedělí.

## Události

Napoleonova korunovace císařem (2. prosince 1804)

- 1. ledna – Jean-Jacques Dessalines vyhlásil nezávislost Haiti na Francii.
- 4. února
  - Asi 100–150 tzv. knezů bylo popraveno Osmany.
  - Na území dnešní Nigérie vznikl Sokotský sultanát.
- 14. února – Začalo První srbské povstání.
- 21. března – Ve Francii byl schválen Napoleonův zákoník „Code civil“.
- 14. května – V St. Louis byla zahájena Lewisova a Clarkova expedice, první pozemní expedice k břehům Pacifiku.
- 21. května – V Paříži byl založen hřbitov Père-Lachaise.
- 11. července – Americký viceprezident Aaron Burr v souboji smrtelně postřelil ministra financí a Otce zakladatele Alexandera Hamiltona.
- 11. srpna – Císař Svaté říše římské František II. (z dynastie habsbursko-lotrinské) přijal titul rakouského císaře jako František I. a vzniklo Rakouské císařství.
- 6. listopadu – V amerických prezidentských volbách byl znovuzvolen Thomas Jefferson.
- 17. listopadu – Car Alexandr I. založil univerzitu v Kazani.
- 2. prosince – Napoleon byl korunován na francouzského císaře a začalo tak První Francouzské císařství.
- Ruským útokem na Ečmiadzin v dnešní Arménii začala Rusko-perská válka.

### Probíhající události
- 1791–1804 – Haitská revoluce
- 1803–1815 – Napoleonské války
- 1804–1813 – Rusko-perská válka
- 1804–1813 – První srbské povstání

## Vědy a umění
- 21. února – První parní lokomotiva anglického inženýra Richarda Trevithicka ujela s pěti vozy 16 km.
- 1. září – Německý astronom Karl Ludwig Harding objevil asteroid Juno.
- Německý farmaceut Friedrich Sertürner izoloval morfin z opia.
- Anglický chemik Smithson Tennant objevil chemické prvky iridium a osmium.
- Otevřeno čtvrté divadlo v českých zemích v Broumově.

## Narození

### Česko

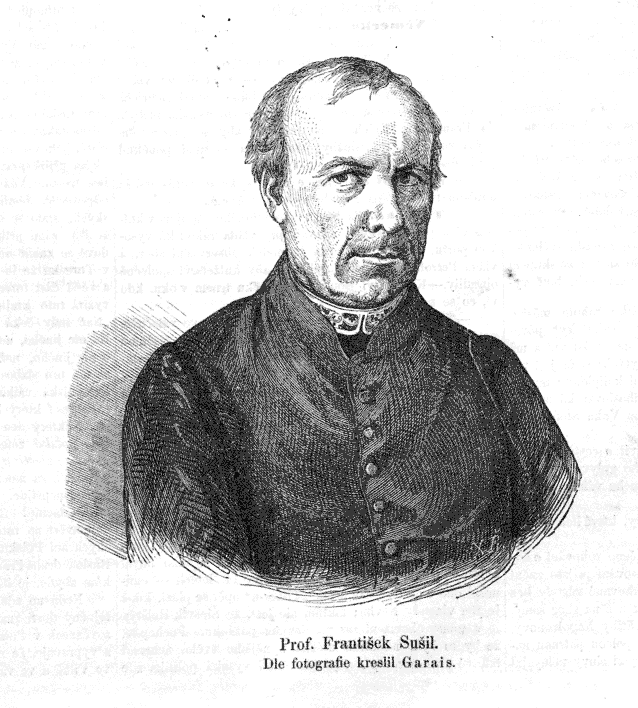
František Sušil (* 14. června)

- 14. ledna – Adalbert Widmann, moravský zemský hejtman († 23. srpna 1888)
- 16. ledna – Josef Max, sochař († 18. června 1855)
- 21. ledna – Vincenc Janalík, kněz, spisovatel a sběratel lidových písní († 23. srpna 1855)
- 2. února – Leopold Eugen Měchura, hudební skladatel († 11. února 1870)
- 16. února – Antonín Arnošt Schaffgotsche, brněnský sídelní biskup († 31. března 1870)
- 19. února – Karel Rokytanský, lékař, filosof a politik († 23. července 1878)
- 6. března – Josef František Frič, vlastenec, advokát a politik († 21. května 1876)
- 11. března – Carl Hardtmuth, podnikatel a politik německé národnosti († 19. září 1881)
- 31. března – Jan Karel Rojek, kněz a národní buditel († 11. srpna 1877)
- 1. května – Josef Ginzel, kanovník katedrální kapituly v Litoměřicích († 1. června 1876)
- 4. května – Antonín Buchtel, skladatel a sběratel hudebních nástrojů († 1. března 1882)
- 14. června – František Sušil, moravský teolog a sběratel lidových písní († 31. května 1868)
- 2. července – Karel Strakatý, operní pěvec († 26. dubna 1868)
- 10. října – Albín Mašek, varhaník a skladatel († 24. března 1878)
- 16. října – Ignác Řivnáč, kněz, vlastenec, sběratel obrazů († 23. srpna 1874)
- 26. října – Josef Ugarte, poslanec Říšské rady a Moravského zemského sněmu († 27. července 1862)
- 31. prosince – Josef Förster, kantor, varhaník a hudební skladatel († 28. srpna 1892)
- ? – Josef Wandrasch, starosta Znojma († 7. září 1874)

### Svět

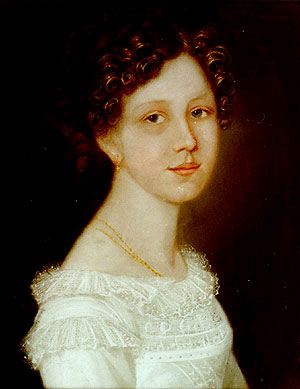
Ulrika von Levetzow (* 4. února)

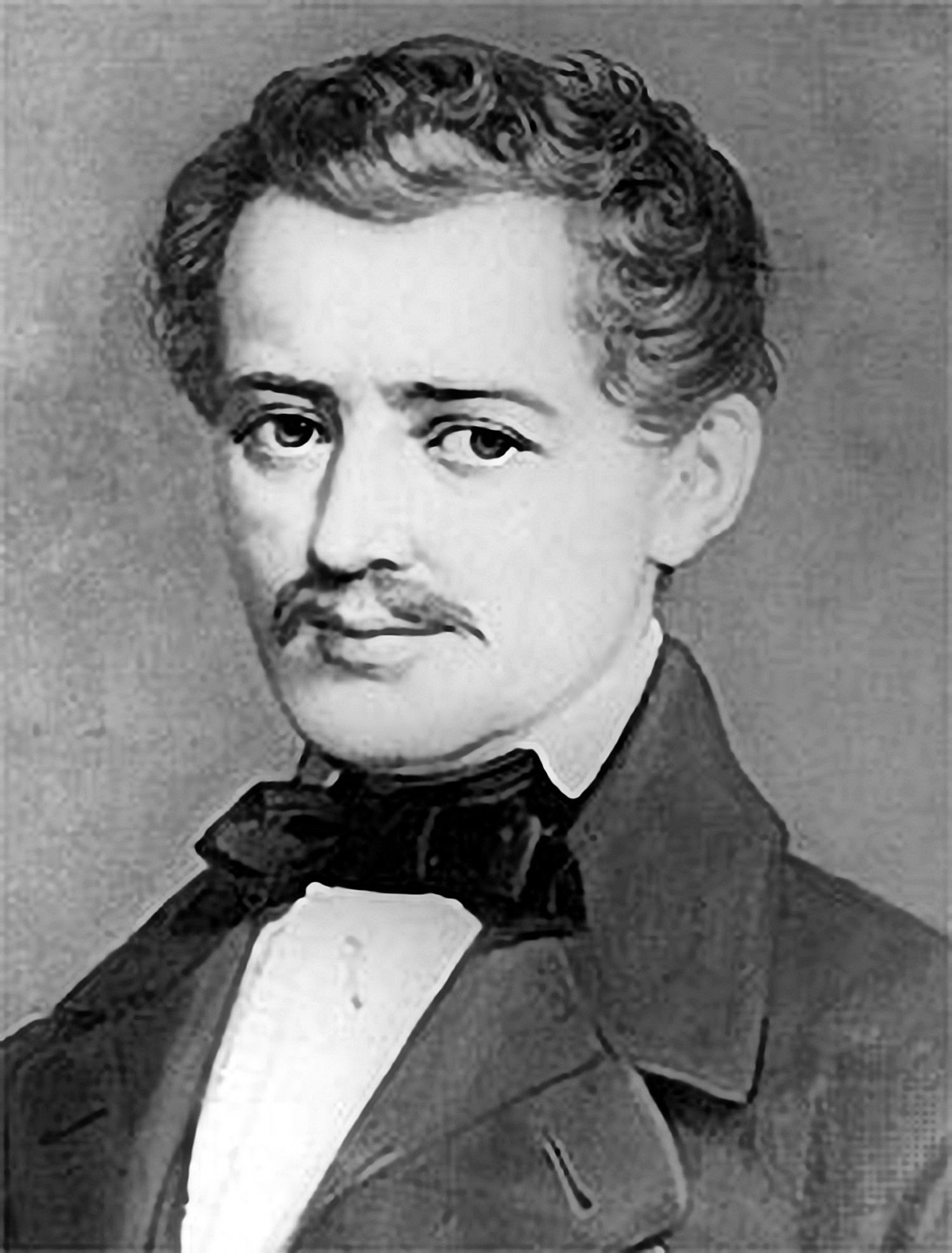
Johann Strauss starší (* 14. března)

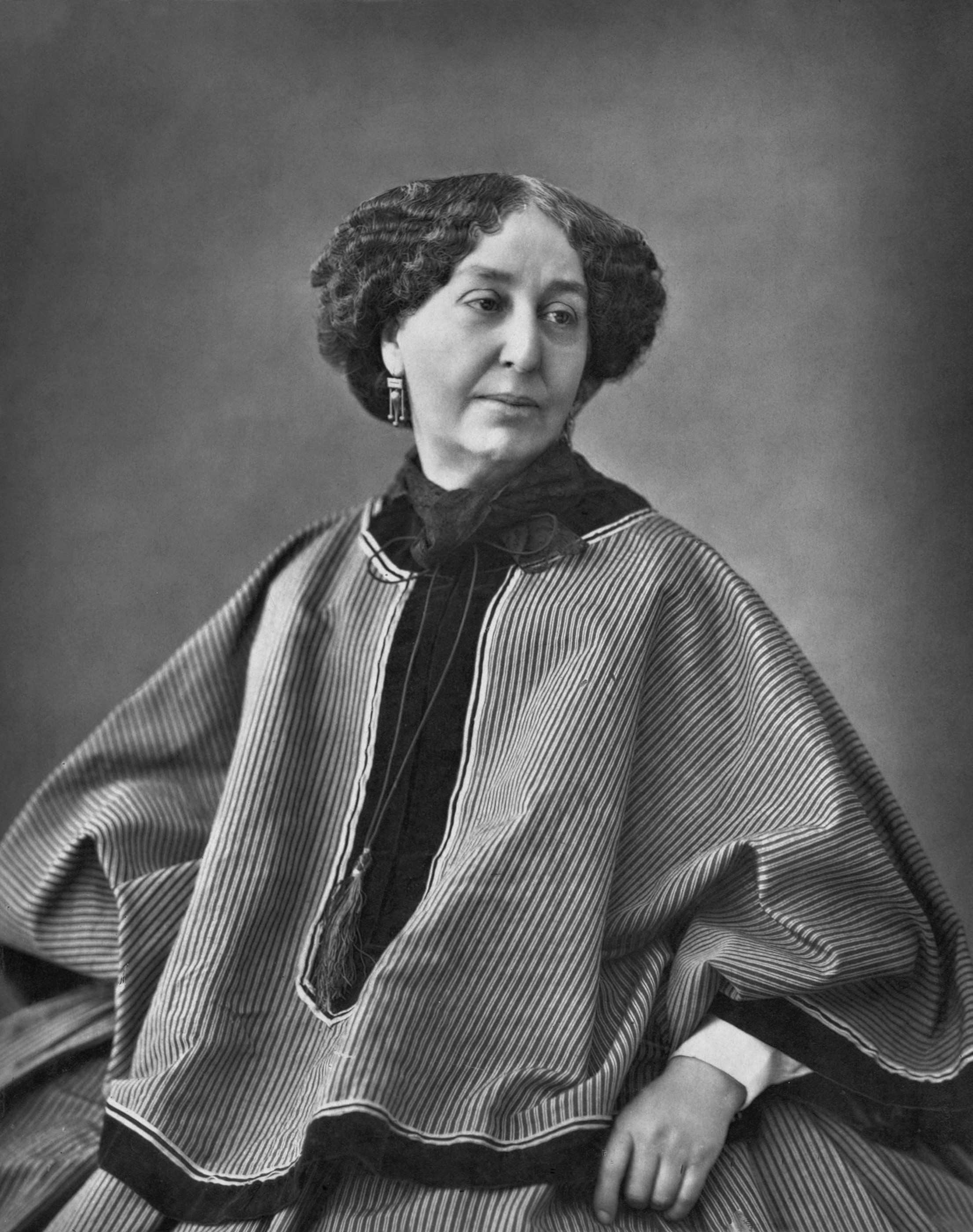
George Sandová (* 1. července)

- 21. ledna – Moritz von Schwind, rakouský malíř († 8. února 1871)
- 1. února – Handrij Zejler, lužickosrbský básník a národní buditel († 15. října 1872)
- 4. února – Ulrika von Levetzow, přítelkyně Goetha († 13. listopadu 1899)
- 5. února – Johan Ludvig Runeberg, finský básník († 6. května 1877)
- 7. února – John Deere, americký kovář († 17. května 1886)
- 12. února – Heinrich Lenz, německý fyzik († 10. února 1865)
- 29. února – Hércules Florence, francouzský malíř a vynálezce († 27. března 1879)
- 1. března – Franz Hanfstaengl, německý malíř a fotograf († 18. dubna 1877)
- 7. března – Wilhelm Gail, německý malíř († 26. února 1890)
- 10. března – Ida Anhaltská, manželka oldenburského velkovévody Augusta († 31. března 1828)
- 14. března – Johann Strauss starší, rakouský skladatel († 25. září 1849)
- 17. března – Jim Bridger, americký lovec kožešin a cestovatel († 17. července 1881)
- 30. března – Salomon Sulzer, rakouský synagogální předzpěvák a skladatel († 17. ledna 1890)
- 5. dubna – Matthias Jacob Schleiden, německý botanik († 23. června 1881)
- 11. dubna – Augustin Theiner, katolický církevní historik († 9. srpna 1874)
- 13. května – Alexej Chomjakov, ruský filozof, spisovatel a básník († 5. října 1860)
- 19. května – Josef Johann Mann, rakouský entomolog, sběratel, cestovatel a malíř († 20. března 1889)
- 1. června – Michail Ivanovič Glinka, ruský skladatel († 15. února 1857)
- 10. června – Hermann Schlegel, německý zoolog († 17. ledna 1884)
- 24. června – Stephan Endlicher, německý a rakouský botanik († 28. března 1849)
- 1. července – George Sandová, francouzská spisovatelka († 8. června 1876)
- 4. července
  - Friedrich Moritz von Burger, ministr námořnictva Rakouského císařství († 2. října 1873)
  - Nathaniel Hawthorne, americký spisovatel († 19. května 1864)
- 20. července – Richard Owen, britský přírodovědec, anatom a paleontolog († 18. prosince 1892)
- 23. července – Jane Irwin Harrisonová, 1. dáma USA, snacha prezidenta Williama Harrisona († 11. května 1845)
- 28. července – Ludwig Feuerbach, německý filozof († 13. září 1872)
- 8. září – Eduard Mörike, německý básník a spisovatel († 4. června, 1875)
- 9. září – Alexandr Württemberský, děd britské královny Marie z Tecku († 4. července 1885)
- 14. září – John Gould, anglický ornitolog († 3. února 1881)
- 29. září – Giovanni Carnovali, italský malíř († 5. července 1873)
- 11. října – Napoleon Ludvík Bonaparte, syn holandského krále Ludvíka Bonaparta († 17. března 1831)
- 21. října – Joseph-Philibert Girault de Prangey, francouzský fotograf a kreslíř († 7. prosince 1892)
- 24. října – Wilhelm Eduard Weber, německý fyzik († 23. června 1891)
- 3. listopadu – Constantin Hansen, dánský malíř († 29. března 1880)
- 4. listopadu – Peder Balke, norský malíř († 5. února 1887)
- 14. listopadu – Heinrich Dorn, německý skladatel († 10. ledna 1892)
- 23. listopadu – Franklin Pierce, 14. prezident Spojených států († 8. října 1869)
- 27. listopadu – Clorinda Corradi, italská operní pěvkyně († 29. června 1877)
- 5. prosince – Anežka Hohenlohe-Langenburská, dědičná kněžna z Löwenstein-Wertheim-Rosenberg († 9. září 1835)
- 10. prosince
  - Eugène Sue, francouzský novinář a prozaik († 3. srpna 1857)
  - Carl Gustav Jacob Jacobi, německý matematik († 18. února 1851)
- 20. prosince
  - Alexandr Württemberský, člen královské dynastie Württemberků († 28. října 1881)
  - Edward Adolphus Seymour, 12. vévoda ze Somersetu, britský státník a šlechtic († 28. listopadu 1885)
- 21. prosince – Benjamin Disraeli, britský státník, premiér a spisovatel († 19. dubna 1881)
- 22. prosince – Louis Breguet, francouzský hodinář, fyzik a vynálezce († 27. října 1883)
- 23. prosince – Charles Augustin Sainte-Beuve, francouzský spisovatel († 13. října 1869)
- 27. prosince – František z Camporossa, katolický světec († 17. září 1866)

## Úmrtí

### Česko
- 22. února – Josef Benda, houslista a skladatel (* 7. března 1724)
- 10. března – Josef Rosenauer, inženýr, stavitel Schwarzenberského kanálu (* 26. února 1735)
- 3. prosince – Stanislav Vydra, kněz a matematik (* 13. listopadu 1741)

### Svět

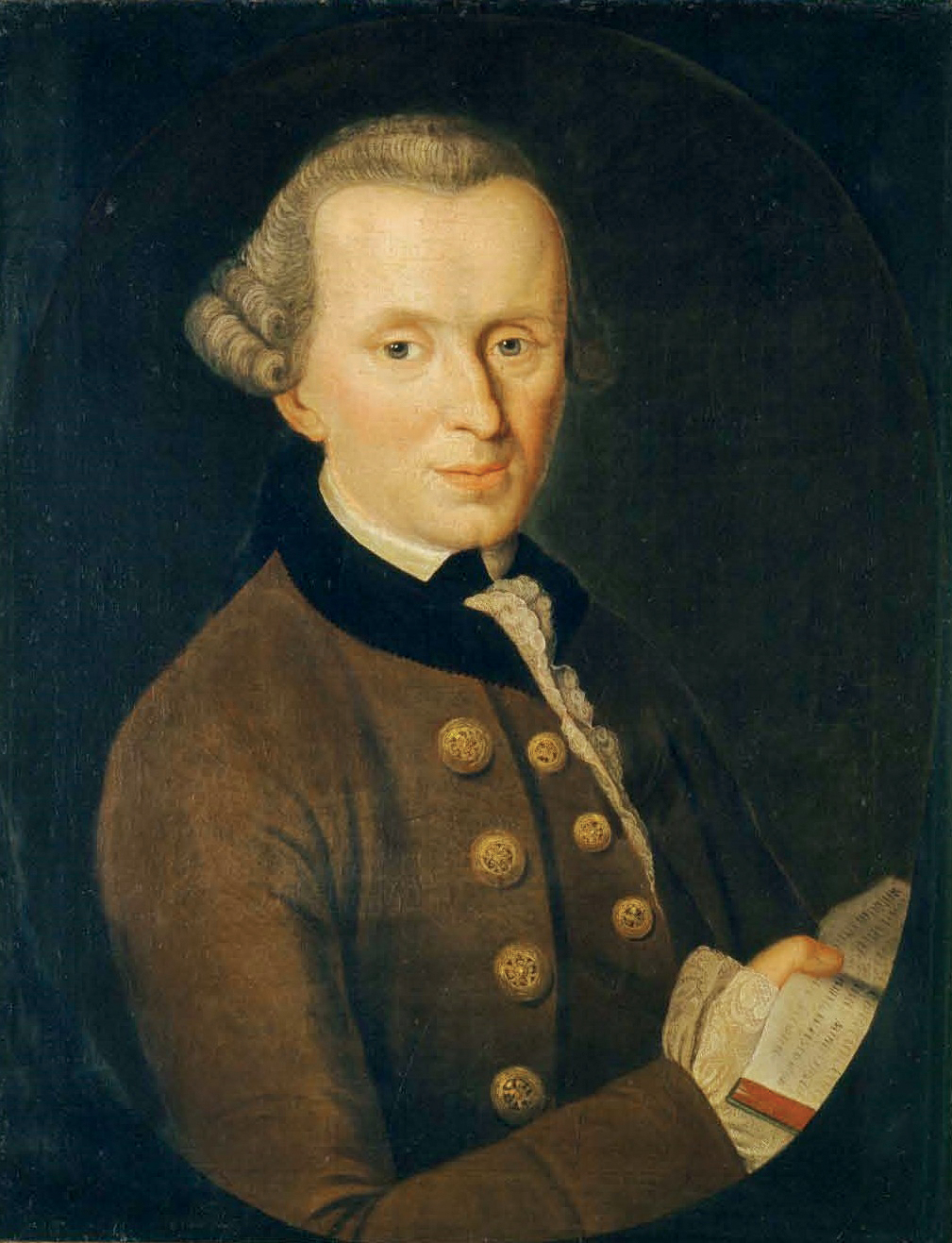
Immanuel Kant († 12. února)

- 4. ledna – Charlotte Lennoxová, skotská spisovatelka a básnířka (* 1730)
- 19. ledna – Paul Kray von Krajova und Topollya, rakouský vojevůdce (* 5. února 1735)
- 8. února – Joseph Priestley, anglický chemik (* 17. března 1733)
- 12. února – Immanuel Kant, německý filozof (* 22. dubna 1724)
- 1. března – Karolína Marie Tereza Parmská, princezna parmská a saská (* 22. listopadu 1770)
- 3. března – Giandomenico Tiepolo, italský malíř (* 30. srpna 1727)
- 16. března – Henrik Gabriel Porthan, finský historik (* 8. listopadu 1739)
- 21. března – Louis Antoine Henri de Bourbon Condé, francouzský šlechtic v emigraci (* 2. srpna 1772)
- 26. března – Wolfgang von Kempelen, šlechtic a vynálezce (* 23. ledna 1734)
- 5. dubna – Jean-Charles Pichegru, francouzský generál (* 16. února 1761)
- 9. dubna – Jacques Necker, francouzský státník a bankéř (* 30. září 1732)
- 5. května – Antonio José Cavanilles, španělský botanik (* 16. ledna 1745)
- 1. června – František de Paula Hrzán z Harasova, rakouský kardinál českého původu (* 5. dubna 1735)
- 18. června – Marie Amálie Habsbursko-Lotrinská, rakouská arcivévodkyně, dcera Marie Terezie (* 26. února 1746)
- 25. června – Georges Cadoudal, francouzský generál (* 1. ledna 1771)
- 12. července – Alexander Hamilton, americký právník, ekonom a politik (* 11. ledna 1755)
- 30. července – Carlo Allioni, italský lékař a botanik (* 23. září 1728)
- 19. srpna – Barthélemy Louis Joseph Schérer, francouzský generál (* 18. prosince 1747)
- 20. září
  - Pierre Méchain, francouzský astronom (* 16. srpna 1744)
  - Pierre Joseph Bonnaterre, francouzský kněz, přírodovědec a zoolog (* 1752)
- 29. září – Michael Hillegas, první ministr financí USA (* 22. dubna 1729)
- 2. října – Nicolas Joseph Cugnot, francouzský vynálezce a dělostřelecký důstojník (* 26. února 1725)
- 1. listopadu – Johann Friedrich Gmelin, německý přírodovědec (* 8. srpna 1748)
- 13. listopadu – Johann Christian Bockshammer, polský spisovatel a pastor (* 27. května 1733)
- 19. listopadu – Pietro Alessandro Guglielmi, italský hudební skladatel, dirigent a sbormistr (* 9. prosince 1728)
- 24. prosince – Martin Vahl, norský botanik (* 10. října 1749)
- ? – Džampal Gjamccho, tibetský dalajlama (* 1758)
- ? – Gioacchino Cocchi, italský hudební skladatel (* 1715)

## Hlavy států
- Francie – Napoleon Bonaparte (1799–1814)
- Osmanská říše – Selim III. (1789–1807)
- Prusko – Fridrich Vilém III. (1797–1840)
- Rakouské císařství – František I. (1792–1835)
- Rusko – Alexandr I. (1801–1825)
- Spojené království – Jiří III. (1760–1820)
- Španělsko – Karel IV. (1788–1808)
- Švédsko – Gustav IV. Adolf (1792–1809)
- USA – Thomas Jefferson (1801–1809)
- Papež – Pius VII. (1800–1823)
- Japonsko – Kókaku (1780–1817)